# Weinlaub-Ranken

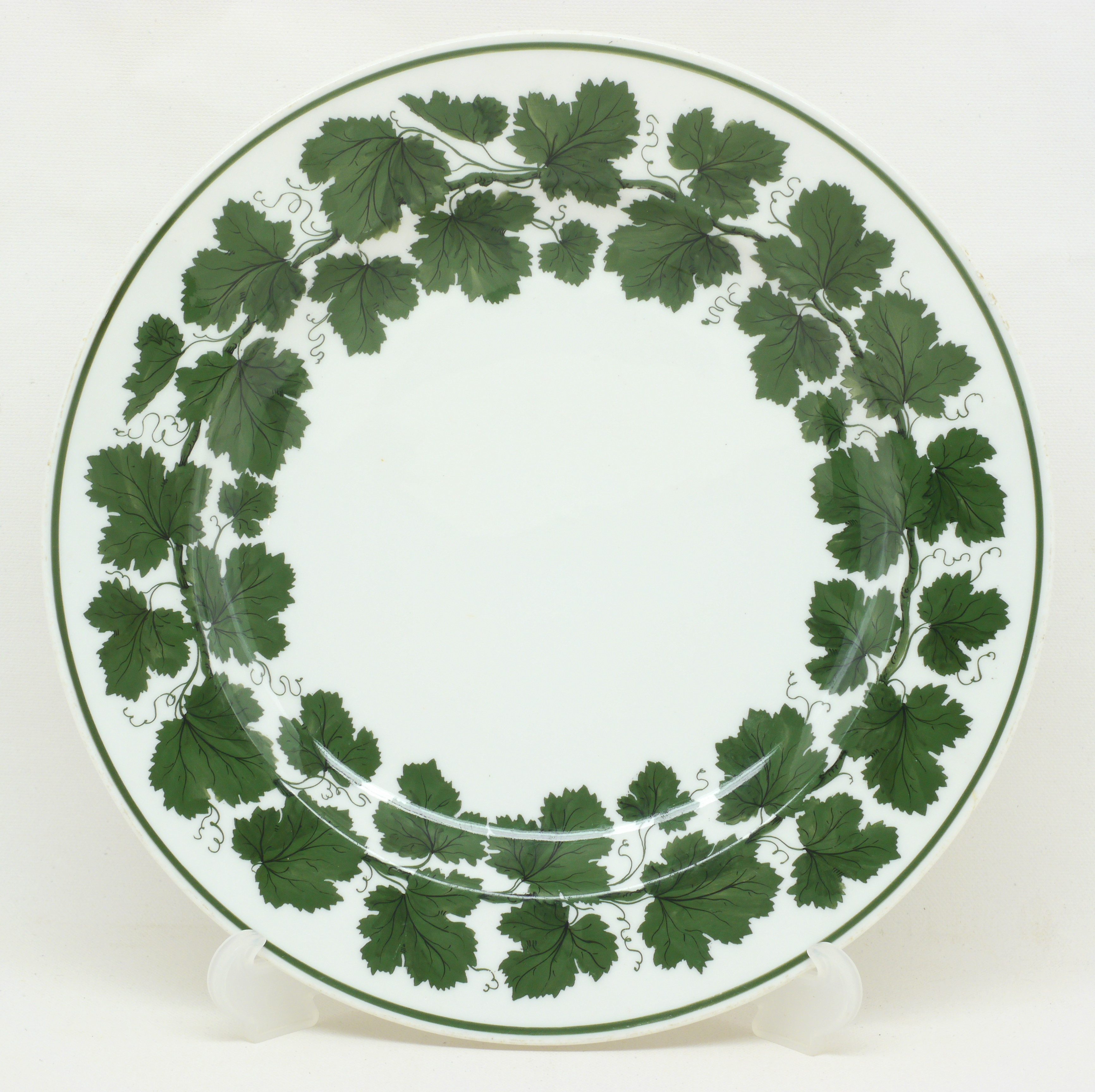
Weinlaub-Ranken (Unterglasur-Chromgrün), um 1830

Weinlaub-Ranken sind ein Dekor in der Porzellanmalerei. Sie werden in einfarbiger Unterglasur-Maltechnik hergestellt.
Als Farbe benutzte man Chromgrün, das 1814 erstmals in der Berliner Manufaktur verwendet wurde und danach von anderen Manufakturen übernommen wurde. Von der Meissener Porzellanmanufaktur wurde dieser Dekor unter der Bezeichnung „Voller grüner Weinkranz“ hergestellt.